# David Dóniga
David Dóniga Lara (ur. 7 września 1981 w Madrycie) – hiszpański piłkarz, trener piłkarski.